# Maughold
Maughold è una parrocchia dell'Isola di Man situata nello sheading di Garff con 977 abitanti (censimento 2011).
È ubicato nella parte nordorientale dell'isola e il suo territorio è in prevalenza collinare.